# Expulsion fœtale post-mortem
L'expulsion fœtale post-mortem désigne l'expulsion d'un fœtus non viable par le vagin du fait de la pression des gaz intra-abdominaux libérés par la décomposition du corps d'une femme enceinte. Les pratiques modernes de thanatopraxie impliquant l'injection de solutions biocides dans le corps pour remplacer les fluides naturels et ainsi éviter la putréfaction ont rendu ces cas tellement rares qu'il en est rarement question dans les publications médicales.
Après la mort, les bactéries du microbiote se trouvant naturellement dans les organes de la cavité abdominale comme l'estomac et les intestins commencent à attaquer les tissus de l'organisme et les gaz produits par leur métabolisme provoquent le gonflement du corps. Dans certains cas, la pression des gaz confinés peut comprimer l'utérus voire le pousser hors du corps via le vagin dans un processus appelé prolapsus génital. Si l'utérus renfermait un fœtus, celui-ci peut donc être expulsé du corps d'une manière qui, de l'extérieur, s'apparente à un accouchement.
De tels cas ont été recensés par les autorités médicales depuis le XVIe siècle et d'autres ont été identifiés lors de fouilles archéologiques. Si les occurrences d'expulsions fœtales post-mortem ont toujours été rares, le phénomène a été observé sous diverses circonstances et est occasionnellement rencontré en médecine légale lorsque le corps d'une femme enceinte est retrouvé quelque temps après sa mort. Il existe également des cas où le fœtus peut être séparé du corps de la femme enceinte au moment de la mort ou lors de la putréfaction mais ces derniers ne sont pas considérés comme des exemples d'expulsion fœtale post-mortem car ils ne correspondent pas au processus décrit dans cet article.

## Causes
L'étiologie de l'expulsion fœtale post-mortem n'est pas complètement connue car l'événement est imprévisible et impossible à reproduire en conditions expérimentales. Les données ont été accumulées de manière opportuniste et l'observation directe dépend de la sérendipité. S'il est possible que plusieurs causes puissent produire le même résultat, la biochimie, la taphonomie et les observations permettent de définir le mécanisme engendrant la majorité des cas d'expulsion post-mortem d'un fœtus non viable,,,.
De manière générale, après la mort les tissus internes ne sont plus alimentés en oxygène et le corps commencer à se décomposer ; les bactéries anaérobies du système digestif se mettent à proliférer et leur métabolisme entraîne la production de gaz comme le dioxyde de carbone, le méthane et le sulfure d'hydrogène,. Ces bactéries sécrètent également des exoenzymes pour décomposer les cellules et absorber les protéines ce qui fragilise les tissus. L'augmentation de pression entraîne la diffusion des gaz dans les tissus où ils rejoignent le système circulatoire. Leur répartition dans d'autres zones du corps cause leur gonflement notamment au niveau du torse et des membres. La tuméfaction débute généralement entre deux et cinq jours après la mort selon la température extérieure, l'humidité et d'autres facteurs environnementaux. Avec l'accroissement du volume de gaz et de la pression, les fluides corporels commencent à suinter par tous les orifices naturels. C'est à ce moment du processus de décomposition du corps d'une femme enceinte que les membranes du sac amniotique se tendent et se séparent et que la pression des gaz dans l'abdomen peut entraîner un prolapsus de l'utérus ; un fœtus peut donc ainsi être expulsé par le vagin. Il a été observé que les corps des femmes ayant accouché plusieurs fois ont plus tendance à expulser le fœtus pendant la décomposition que pour celles étant mortes pendant leur première grossesse, peut-être en raison de la plus grande élasticité du col de l'utérus.

## Histoire
De nombreux cas documentés d'expulsion fœtale post-mortem ont été recensés dans le compendium médical Anomalies and Curiosities of Medicine publié pour la première fois en 1896. Le plus ancien cas rapporté date de 1551 quand une femme enceinte fut jugée et pendue par l'Inquisition espagnole. Quatre heures après le décès, deux nouveau-nés morts tombèrent du corps alors qu'il était encore pendu. Cette occurrence est inhabituelle du fait de la courte durée entre la mort et la délivrance post-mortem. Comme aucune information n'est fournie quant aux circonstances extérieures, il est impossible de savoir si la décomposition fut accélérée ou si d'autres facteurs furent à l'œuvre. En 1633, une femme de Bruxelles mourut de convulsions et un fœtus fut spontanément expulsé trois jours plus tard. À Weißenfels en 1861, une expulsion fœtale post-mortem fut observée soixante heures après la mort. Dans quelques cas, la découverte des restes fœtaux eut lieu après l'exhumation mais la plupart des fois, elle eut lieu avant l'inhumation parfois lorsque le corps était encore dans son lit de mort ou dans le cercueil.
Le XIXe siècle vit le développement de techniques modernes d'embaumement utilisant des biocides et divers composés chimiques comme le formaldéhyde pour évacuer hors du corps les fluides corporels et donc les bactéries productrices de gaz lors de la décomposition. Le phénomène continua néanmoins d'être reconnu par la science médicale et en 1903, John Whitridge Williams (en) écrivit un traité d'obstétrique incluant une section sur le post-mortem delivery (en anglais « accouchement post-mortem ») dont il mentionne aussi le nom courant, coffin birth (« naissance en cercueil »). Même si cet ouvrage reste une importante référence en obstétrique, le sujet apparaît pour la dernière fois dans la 12e édition en 1961 et fut retiré à partir de la 13e édition en 1966. Le phénomène appelé en allemand sarggeburt a été étudié dans la littérature allemande du XXe siècle,,,, et des comptes rendus détaillés issus de la médecine légale ont récemment été publiés,.
En 2005, le corps d'une femme de 34 ans et enceinte de huit mois, fut découvert dans son appartement à Hambourg en Allemagne. Le corps était gonflé et décoloré et un premier examen révéla que la tête du fœtus se trouvait dans le vagin. Lors de l'autopsie, les médecins observèrent que la tête et les épaules du fœtus avaient franchi le col de l'utérus et en conclurent qu'il s'agissait d'un cas d'expulsion fœtale post-mortem en cours. La femme qui avait déjà accouché à deux reprises était morte d'une surdose d'héroïne.
En 2008, le corps d'une femme de 38 ans et enceinte de sept mois, fut découvert dans un champ du Panama quatre jours après sa disparition. Il s'agissait d'un homicide car elle était bâillonnée et avait probablement été étouffée à l'aide d'un sac plastique. Le corps s'était rapidement décomposé du fait du fort taux d'humidité et de la chaleur tropicale. Lors de l'autopsie, les restes d'un fœtus furent découverts dans les sous-vêtements de la femme. Même si le fœtus était dans le même état de décomposition, le cordon ombilical était intact et toujours attaché au placenta dans l'utérus.

## Bioarchéologie
Une expulsion fœtale post-mortem peut être très difficile à identifier une fois que le corps s'est complètement décomposé,. De nombreuses raisons culturelles expliquent pourquoi une mère et un nouveau-né peuvent être inhumés ensemble donc leur présence simultanée dans une tombe n'est pas nécessairement causée par une expulsion fœtale post-mortem,. Certains indices permettent néanmoins à un archéologue d'avancer cette hypothèse en étudiant la position des restes du fœtus par rapport à ceux de la mère :
1. Si les restes du fœtus sont découverts en position fœtale dans le petit bassin de l'adulte alors la femme est morte avant d'accoucher.
2. Si le nouveau-né est retrouvé à côté de l'adulte avec le corps orienté dans la même direction que l'adulte alors il fut accouché soit de manière naturelle ou par césarienne et fut inhumé peu après
  1. Dans certains cas, les restes ont été retrouvés entre les jambes mais le nouveau-né est toujours orienté dans la même direction que l'adulte.
  2. Si la plus grande partie des restes sont retrouvés dans le petit bassin tandis que les jambes sont étirées et/ou que le crâne repose dans les côtes, alors l'accouchement eut lieu et le nouveau-né fut placé sur le torse de la femme lors de l'inhumation. Durant la décomposition, les restes du nourrisson se sont alors mélangés aux côtes et aux vertèbres de la femme.
3. Si les restes fœtaux sont complets, situés dans le détroit inférieur, alignés sur le petit bassin avec la tête vers les jambes de la mère, alors la possibilité d'une expulsion fœtale post-mortem est envisageable[20],[22],[23],[24].

Lors de l'excavation d'un cimetière médiéval à Kings Worthy en Angleterre en 1975, des restes fœtaux furent retrouvés dans le vagin du squelette d'une jeune femme avec le crâne entre les fémurs de l'adulte et les jambes dans le petit bassin. D'autres exemples d'expulsion fœtale post-mortem furent identifiés :
- en 1978 sur un site néolithique en Allemagne[26] ;
- en 1982 sur une excavation médiévale au Danemark[24] ;
- en 2006 dans un cimetière de la peste noire du XIVe siècle à Gênes en Italie[27] ;
- en 2009 sur un site datant du haut Moyen Âge à Fingal en Irlande[22] ;
- en 2010 sur un site datant du royaume lombard (VIIe – VIIIe siècle) à Imola en Italie[28] ;
- dans un cimetière du haut Moyen Âge sur le site de San Genesio (it) à San Miniato, entre Pise et Florence, dans la région de Toscane en Italie[29].

Une expulsion fœtale post-mortem fut étudiée par l'équipe de Sue Black dans un épisode de l'émission History Cold Case (en) de la BBC en 2011 après la découverte d'une femme et de trois nouveau-nés de l'époque romaine près de Baldock dans l'Hertfordshire.

## Phénomènes comparables
À plusieurs occasions, les restes du fœtus ont été retrouvés séparés du corps de la mère mais l'expulsion n'eut pas lieu par le vagin et la séparation des deux corps a été influencée par des facteurs extérieurs. Ces cas peuvent ressembler à des expulsions fœtales post-mortem sans en être.
En avril 2003, le corps de Laci Peterson fut retrouvé sur une plage de la baie de San Francisco ; elle était enceinte lorsqu'elle avait disparu quatre mois auparavant et le fœtus fut découvert sur une autre plage. Les autorités médicales indiquèrent initialement à la presse qu'une expulsion fœtale post-mortem avait peut-être eut lieu. L'autopsie révéla néanmoins que le col de l'utérus n'avait pas été déformé par le passage du fœtus. Les médecins en conclurent alors que la peau de l'abdomen avait cédé du fait du processus de décomposition alors que le corps était dans la baie. L'eau de mer était alors entrée dans la cavité abdominale et avait chassé la plus grande partie des organes internes y compris le fœtus.
En 2007, une Indienne de 23 ans enceinte de plus de huit mois, se pendit après le début des contractions. Un nourrisson viable fut expulsé spontanément du corps de la femme qui était toujours suspendue par le cou. Le nouveau-né en bonne santé fut découvert sur le sol toujours attaché à sa mère par le cordon ombilical. En l'absence de décomposition, il ne s'agissait pas d'une expulsion fœtale post-mortem et il peut être considéré qu'il s'agissait d'un « accouchement post-mortem », une expression désignant un grand nombre de techniques et de phénomènes pouvant déboucher sur l'accouchement d'un nourrisson vivant malgré la mort de la mère.
En 2008, il fut rapporté qu'une Allemande de 23 ans dans son troisième trimestre de grossesse était morte dans un accident de la route et qu'un fœtus non viable fut retrouvé entre ses cuisses. À la suite de l'accident, le véhicule prit feu ; la femme fut incapable de s'échapper du fait de ses blessures et brûla vive. Les enquêteurs conclurent que la chaleur extrême du brasier avait carbonisé la peau autour de la cavité abdominale, ce qui entraîna la rupture de la face antérieure de l'utérus et l'expulsion du fœtus. Le cordon ombilical était toujours intact et relié au placenta par la paroi déchirée de l'utérus. À la différence de la femme qui avait subi des brûlures au quatrième degré, le corps du fœtus fut relativement épargné. Comme la séparation du fœtus du corps de la mère fut causée par la rupture des cavités abdominale et utérine du fait de la chaleur, que cette séparation n'était pas liée au processus de décomposition et que l'expulsion n'eut pas lieu par le vagin, ce cas ne fut pas considéré comme un exemple d'expulsion fœtale post-mortem.